# Airports Council International
Das Airports Council International (ACI) ist der führende internationale Dachverband der Flughafenbetreiber mit Sitz in Montreal in Kanada.

## Geschichte
Vor der Gründung des Airports Council International waren die Flughäfen international durch das Airport Associations Coordinating Council (AACC) vertreten. Diese Organisation wurde 1970 durch das Airport Operators Council International (AOCI), die International Civil Airports Association (ICAA) und die Western European Airports Association (WEAA) gegründet. Das Airport Council International ging 1991 aus dem AACC hervor.
Der Sitz der Organisation wurde 2010 von Genf nach Montreal verlegt.

## Mitglieder
Die ACI hat – mit Stand Januar 2016 – 592 Mitglieder, die mehr als 1853 Flughäfen in 173 Staaten und Territorien betreiben. 2015 haben die ACI-Mitglieder mehr als 7,1 Milliarden Passagiere, 105 Millionen Tonnen Fracht und 86 Millionen Flugzeugbewegungen abgewickelt.

## Struktur
Die ACI wird in fünf Regionen verwaltet:
- Afrika mit Sitz in Tunis (Tunesien)
- Asien-Pazifik mit Sitz in Hongkong (China, V. R.)
- Europa mit Sitz in Brüssel (Belgien)
- Lateinamerika und Karibik mit Sitz in Panama-Stadt (Panama)
- Nordamerika mit Sitz in Washington, D.C.  (USA)

## Klimaziele
ACI Europe, das mehr als 500 europäische Flughäfen vertritt, hat sich ein Netto-Null-CO2-Ziel für 2050 gesetzt, das nur Gebäude und Betrieb an Land, nicht aber Emissionen von Flugzeugen einschließt und damit nur etwa 2 % der Emissionen aller Luftverkehrsaktivitäten, die diese Flughäfen passieren, umfasst.